# Liste der Stolpersteine in Slavkov u Brna
Der einzige Stolperstein in Slavkov u Brna zählt zur tschechischen Stolperstein-Initiative, die in der Kleinstadt Slavkov u Brna im Jihomoravský kraj (Südmährische Region) an das Schicksal der Menschen dieser Region erinnert, welche von den Nationalsozialisten ermordet, deportiert, vertrieben oder in den Suizid getrieben wurden. Der Stolperstein wurde von Gunter Demnig verlegt.
Das tschechische Stolpersteinprojekt Stolpersteine.cz wurde 2008 durch die Česká unie židovské mládeže (Tschechische Union jüdischer Jugend) ins Leben gerufen. Die Stolpersteine werden auf Tschechisch stolpersteine genannt, alternativ auch kameny zmizelých (Steine der Verschwundenen).

## Slavkov u Brna
In Slavkov u Brna wurde am 15. September 2014 ein Stolperstein verlegt.
| Bild | Inschrift                                                                                    | Standort               | Leben |
| ---- | -------------------------------------------------------------------------------------------- | ---------------------- | --- |
|      | HIER LEBTE EMIL STRACH GEB. 1884 DEPORTIERT 1942 NACH THERESIENSTADT ERMORDET 1942 IN IZBICA | Palackého náměstí 77 · | Emil Strach wurde 1884 als Sohn von Josef Strach und Rosa Strach ge. Singer geboren. Er hatte drei Schwestern: Hermine Hönigsfeld (1878–1944), Louise Prager (1879–1940) und Therese Strach (1887–1890) und einen Bruder: Rudolf Strach (1886–1914). Seine Frau Sidonie Strach geb. Huss (1888–1931) kam bei einem Verkehrsunfall in der Schweiz ums Leben. Das Paar hatte einen Sohn, Otmar Strach. Emil Strach wurde am 4. April 1942 mit Transport Ah von Brno ins Ghetto Theresienstadt (Nr. 459) deportiert. Von dort gelangte er am 27. April 1942 mit dem Transport Aq nach Izbica. Von 999 Deportierten dieses Transports wurden 997 vom NS-Regime ermordet, darunter mit Nr. 591 Emil Strach. Sohn Otmar Strach überlebte, wurde Gynäkologe, heiratete und wurde Vater dreier Kinder. |